# Рёлвог, Сандер
Са́ндер О́лаф Рёлвог (норв. Sander Olav Rølvåg; род. 4 августа 1990, Саннесшёэн, Нурланн) — норвежский кёрлингист. В числе прочего, первый в составе мужской команды Норвегии на зимних Универсиадах 2015 и 2017, запасной команды Норвегии на чемпионате мира среди мужчин 2017. Тренер по кёрлингу.
Также работает спортивным телекомментатором, комментирует телетрансляции и интернет-видеотрансляции различных национальных норвежских турниров по кёрлингу, а также международных турниров по кёрлингу, проводимых под эгидой Всемирной федерации кёрлинга, в том числе на YouTube на канале «World Curling TV».

## Достижения
- Чемпионат Европы по кёрлингу: серебро (2014, 2016), бронза (2015).
- Чемпионат Норвегии по кёрлингу среди мужчин: серебро (2012, 2015), бронза (2014, 2016).
- Чемпионат мира по кёрлингу среди смешанных команд: золото (2015).
- Чемпионат Норвегии по кёрлингу среди смешанных команд: золото (2010).
- Зимние Универсиады: золото (2015), бронза (2017).
- Чемпионат мира по кёрлингу среди юниоров: бронза (2011).
- Европейский юношеский Олимпийский фестиваль: серебро (2009).
- Чемпионат Норвегии по кёрлингу среди юниоров: золото (2011).

## Команды
| Сезон                                             | Четвёртый           | Третий             | Второй                | Первый                | Запасной                                  | Турниры                       |
| ------------------------------------------------- | ------------------- | ------------------ | --------------------- | --------------------- | ----------------------------------------- | ----------------------------- |
| 2009—10                                           | Томас Дуэ           | Oystein Sorum      | Сандер Рёлвог         | Магнус Недреготтен    |                                           |                               |
| 2010—11                                           | Томас Дуэ           | Oystein Sorum      | Магнус Недреготтен    | Сандер Рёлвог         |                                           |                               |
| 2010—11                                           | Стеффен Меллемсетер | Маркус Хёйберг     | Магнус Недреготтен    | Сандер Рёлвог         | Эйрик Мён тренер: Stig Høiberg            | ЧМЮ 2011                      |
| 2011—12                                           | Маркус Хёйберг      | Магнус Недреготтен | Sebastian Mellemseter | Сандер Рёлвог         | Эйрик Мён тренер: Stig Høiberg            | ЧМЮ 2012 (4 место)            |
| 2011—12                                           | Томас Лёвольд       | Томас Дуэ          | Стеффен Вальстад      | Сандер Рёлвог         |                                           | ЧНМ 2012                      |
| 2012—13                                           | Томас Лёвольд       | Петтер Моэ         | Сандер Рёлвог         | Йохан Хёстмелинген    |                                           |                               |
| 2012—13                                           | Маркус Хёйберг      | Стеффен Вальстад   | Магнус Недреготтен    | Сандер Рёлвог         | Вильгельм Несс тренер: Оле Ингвальдсен    | ЗУ 2013 (4 место)             |
| 2013—14                                           | Маркус Хёйберг      | Стеффен Вальстад   | Магнус Недреготтен    | Сандер Рёлвог         | Стеффен Меллемсетер                       | ЧНМ 2014                      |
| 2014—15                                           | Томас Ульсруд       | Торгер Нергор      | Кристофер Све         | Ховард Вад Петерссон  | Сандер Рёлвог тренер: Петтер Моэ          | ЧЕ 2014                       |
| 2014—15                                           | Стеффен Вальстад    | Эйрик Мён          | Сандер Рёлвог         | Frode Tobias Bjerke   |                                           | ЧНМ 2015                      |
| 2014—15                                           | Стеффен Вальстад    | Эйрик Мён          | Магнус Недреготтен    | Сандер Рёлвог         | тренер: Оле Ингвальдсен                   | ЗУ 2015                       |
| 2015—16                                           | Томас Ульсруд       | Торгер Нергор      | Кристофер Све         | Ховард Вад Петерссон  | Сандер Рёлвог тренер: Петтер Моэ          | ЧЕ 2015                       |
| 2015—16                                           | Эйрик Мён           | Сандер Рёлвог      | Мартин Сесакер        | Markus Skogvold       |                                           | ЧНМ 2016                      |
| 2016—17                                           | Томас Ульсруд       | Торгер Нергор      | Кристофер Све         | Ховард Вад Петерссон  | Сандер Рёлвог тренер: Петтер Моэ          | ЧЕ 2016                       |
| 2016—17                                           | Стеффен Вальстад    | Маркус Хёйберг     | Магнус Недреготтен    | Сандер Рёлвог         | Александр Линдстрём тренер: Томас Лёвольд | ЗУ 2017                       |
| 2016—17                                           | Эйрик Мён           | Сандер Рёлвог      | Мартин Сесакер        | Markus Skogvold       |                                           | ЧНМ 2017 (4 место)            |
| 2016—17                                           | Стеффен Вальстад    | Маркус Хёйберг     | Магнус Недреготтен    | Александр Линдстрём   | Сандер Рёлвог тренер: Томас Лёвольд       | ЧМ 2017 (8 место)             |
| 2017—18                                           | Томас Ульсруд       | Торгер Нергор      | Кристофер Све         | Ховард Вад Петерссон  | Сандер Рёлвог тренер: Томас Лёвольд       | ЧЕ 2017 (4 место)             |
| 2018—19                                           | Стеффен Меллемсетер | Вильгельм Несс     | Harald Skarsheim Rian | Сандер Рёлвог         | Мартин Сесакер                            | ЧНМ 2019 (13 место)           |
| Кёрлинг для смешанных команд (mixed curling)      |                     |                    |                       |                       |                                           |                               |
| 2009—10                                           | Сандер Рёлвог       | Кристине Давангер  | Frode W               | Malin Frondell Løchen |                                           | ЧНСК 2010                     |
| 2015—16                                           | Стеффен Вальстад    | Юлие Мольнар       | Сандер Рёлвог         | Пиа Трульсен          |                                           | ЧМСК 2015                     |
| Кёрлинг для смешанных пар (mixed doubles curling) |                     |                    |                       |                       |                                           |                               |
| 2018—19                                           | Кристин Скаслиен    | Сандер Рёлвог      |                       |                       | тренер: Томас Лёвольд                     | КМ 2018/19 (1 этап) (4 место) |

(скипы выделены полужирным шрифтом)

## Результаты как тренера национальных сборных
| Год  | Турнир                                                   | Сборная                | Место |
| ---- | -------------------------------------------------------- | ---------------------- | ----- |
| 2018 | Чемпионат мира по кёрлингу среди юниоров (группа Б) 2018 | Норвегия (юниоры жен.) | 3     |
| 2023 | Зимняя Универсиада                                       | Норвегия (мужчины)     | 7     |